# Semana Santa en Puente Genil
La Semana Santa de Puente Genil, más conocida como la "Mananta", conmemora la pasión, muerte y resurrección de Cristo. Desde el Viernes de Dolores hasta el Domingo de Resurrección, un total de 23 hermandades recorren las calles haciendo estación de penitencia. Ostenta desde 1980 el título de Interés Turístico por el gobierno de España, si bien con el tercer rango que otorgaba la orden ministerial de 1979. Hoy por hoy también está declarada Fiesta de Interés Turístico Nacional de Andalucía, título de rango autonómico que otorga la Junta de Andalucía.
La Semana Mayor pontana tiene su origen en torno 1550 en que se documenta la aparición de las primeras cofradías penitenciales y es precedida por la Cuaresma, la cual es igual de vivida que la Semana Santa. En Puente Genil, la Agrupación de Cofradías se encarga de controlar el transcurso de la procesión, que no se produzcan altercados, que las cofradías lleguen a su ermita a su hora estipulada, etc.

## Cuaresma

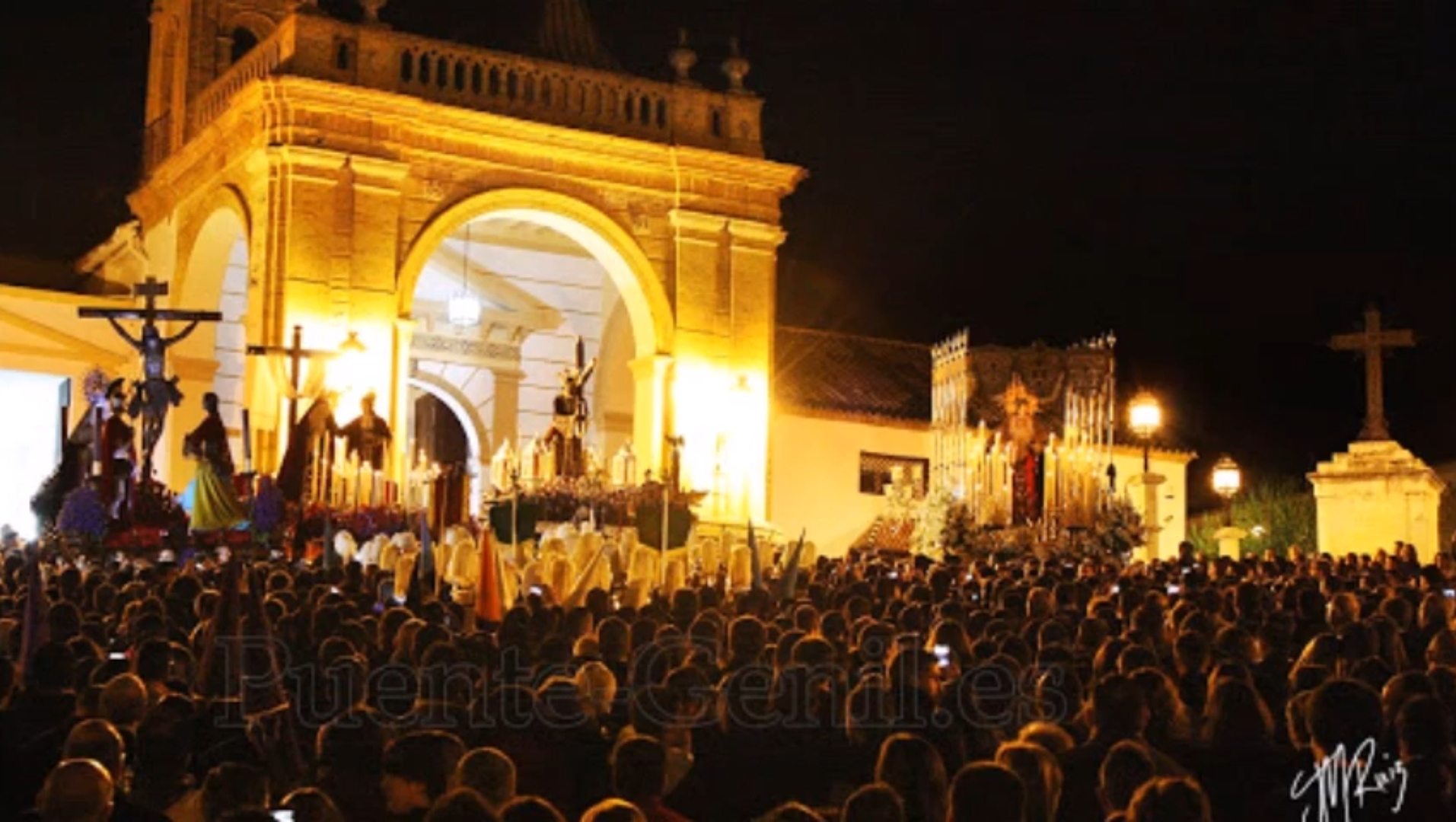
La Diana. Viernes Santo en la plaza del Calvario

La Cuaresma, es el tiempo de preparación antes de celebrar la Pascua. Tradicionalmente, tiene una duración de seis semanas, pero en Puente Genil se añade una semana más. Los pontanos, cuentan los sábados, no semanas, restantes a través de un calendario peculiar, la llamada "Vieja Cuaresmera". Esta Vieja tiene una gran carga simbólica (antigüedad, religiosidad, ayuno, recato y abstinencia) y porta los alimentos propios de la Cuaresma y y tiene un total de siete patas, una por cada semana o mejor dicho, por cada sábado, llamado "Sábado de Cuaresma o de Romanos", a excepción del último, que se traslada al Domingo de Ramos. Este calendario fue introducido entre finales del siglo XIX y principios del XX por la Corporación Bíblica de "La Judea".
Todas las noches de los sábados de la Cuaresma y del Domingo de Ramos se pueden presenciar en la villa la conocida "subida a Jesús", en la cual, los hermanos de la Corporación Bíblica del Imperio Romano, vestidos con túnicas de colores y portando un par de bengalas, desfilan al compás de la banda musical de la misma hacia la Plaza del Calvario, donde se encuentra el santuario de Nuestro Padre Jesús Nazareno, conocido como "El Terrible" y que es Patrón de Puente Genil. Tras el Imperio Romano, desfilan los hermanos de la Corporación Bíblica de "Los Ataos", vestidos con túnicas negras, encabezados por uno de sus hermanos portando un gallo vivo, que representa las tres negaciones de San Pedro; y desfilando al son de la banda musical de la misma. Detrás de éstos, los pontanos acompañan a las Corporaciones hasta la empinada plaza que se abre a los pies del santuario del Patrón pues el objeto de estas subidas cuaresmales no es otro que honrar y saludar a Jesús Nazareno. Una vez en la Plaza del Calvario, el Imperio Romano interpreta, en el pórtico del santuario, el tradicional Miserere. Posteriormente, los hermanos de las distintas Corporaciones Bíblicas se agrupan en un corro y comienzan a entonar las famosas Saetas Cuarteleras y Cánticos Corales, hasta que vuelven a sus respectivos "cuarteles", que son como se llaman los recintos donde conviven los miembros (llamados "hermanos") de cada Corporación Bíblica:
| Saetas Cuarteleras |
| --- |
| Puesto en la Plaza de Roma Anunciaba el pregonero que suelten al Barrabás y que amarren al Nazareno ¿Dónde vas "Júas Malvao"? "enrreoso" y embustero tú que vendiste al Señor solo por treinta dineros Humilde el más "elevao" el Sol que más alto brilla de espinas va "coronao" con la mano en la mejilla en una piedra Sentao |

| Cánticos Corales |
| --- |

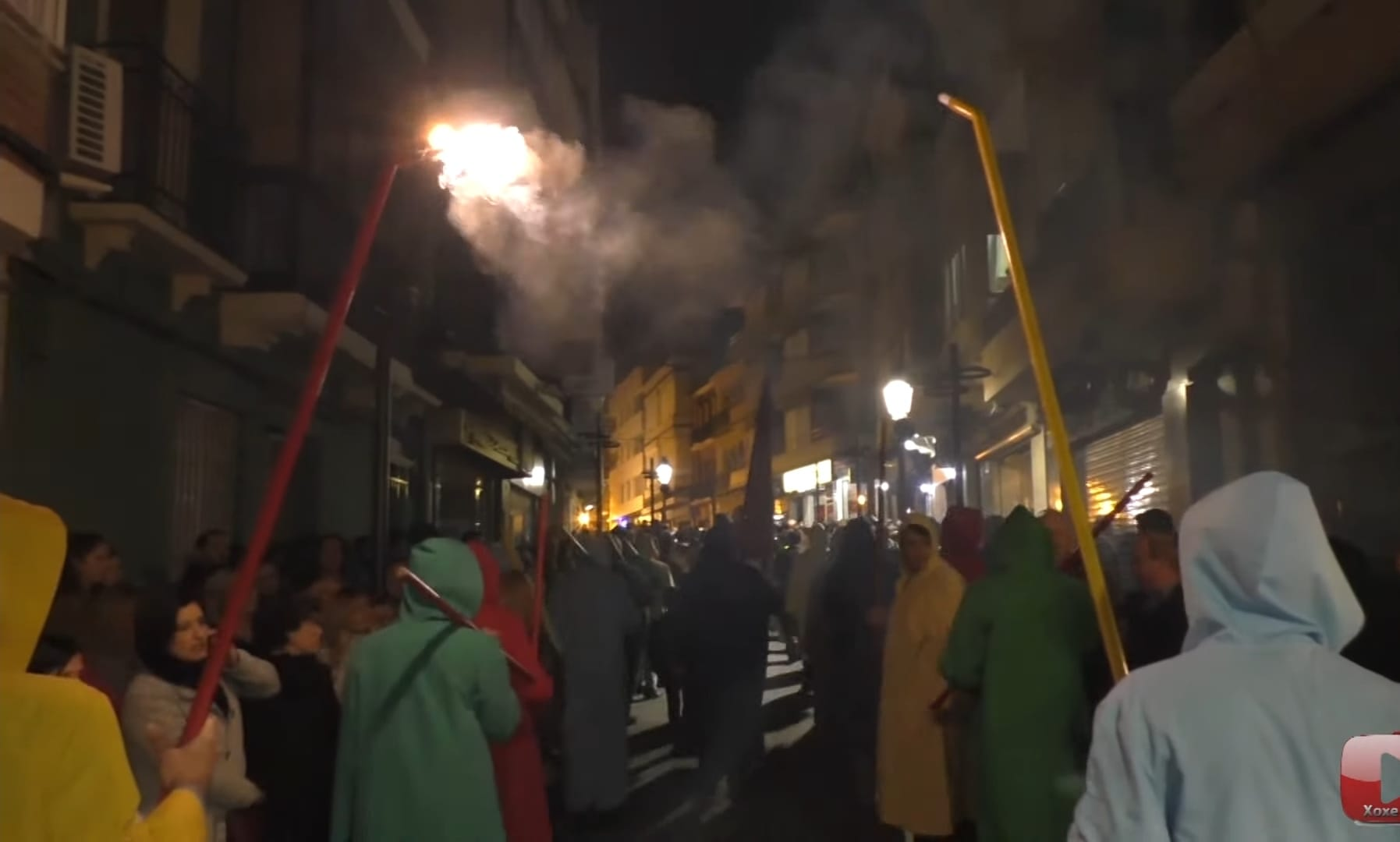
Sábado de Romanos. Imperio Romano subiendo a la Plaza del Calvario

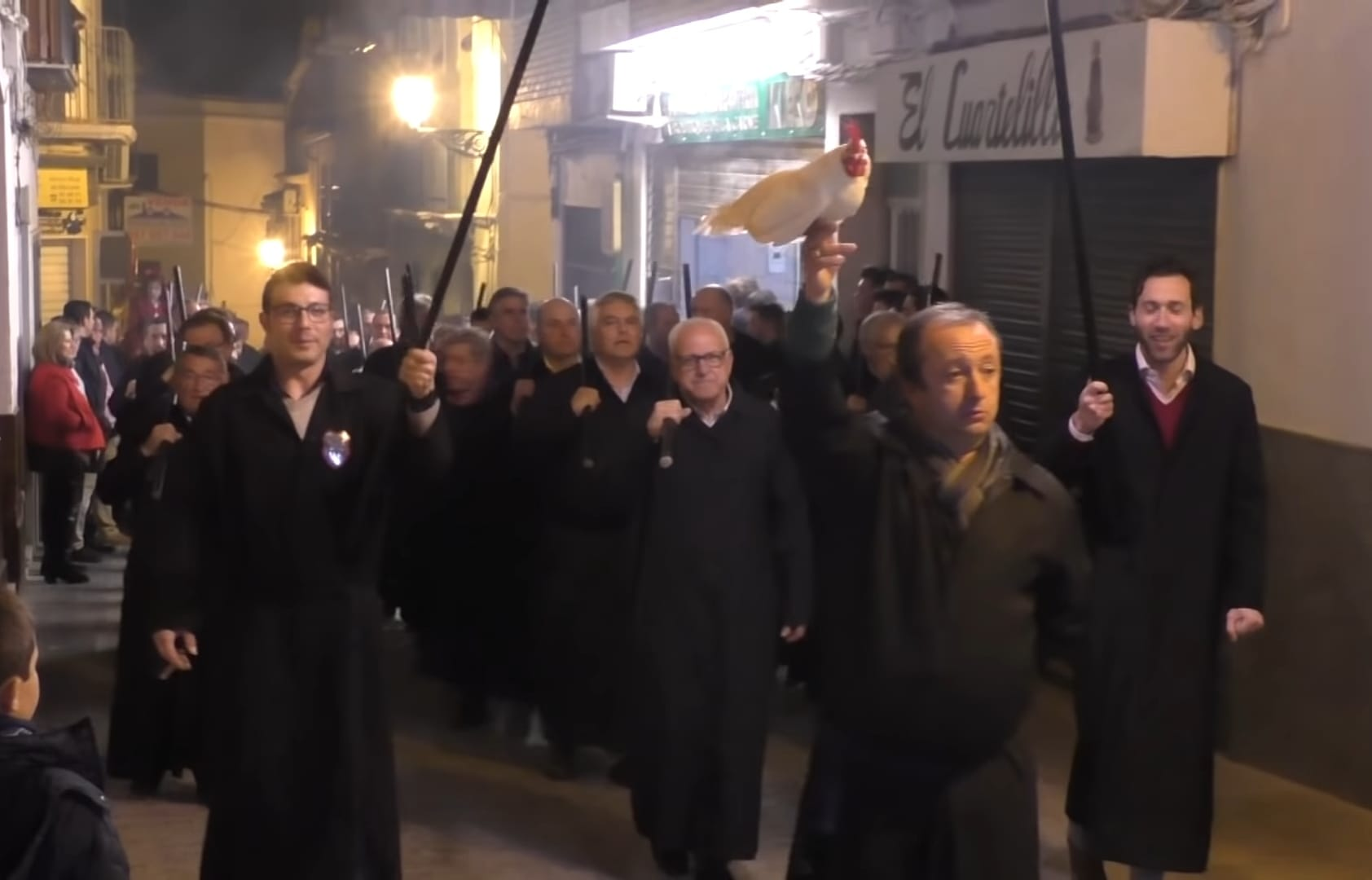
Sábado de Romanos. Los Ataos subiendo a la Plaza del Calvario

| Copla a María Santísima de Las Angustias (A la sombra mortal de un madero) A la sombra mortal de un madero de María en suave regazo, yace muerto el divino Jesús en la cima del monte Calvario. Y los cielos se tiñen de noche, vibra el mundo temblando de espanto, y los velos que guardan el Arca (bis) como frágil cristal se han rasgado. Dice el viento su canto de muerte niega el sol con tristeza sus rayos, y la luna se asoma y parece que está gotas de sangre llorando, ¡Oh María, que grande la angustia viendo el sino del Hijo Sagrado, oh María, protege a los hombres que a tus pies se arrodillan rezando! |

Los Sábados de Romanos tiene cada uno un nombre diferente:
- Primer Sábado de Cuaresma - Sábado de Carnaval o de Quincuagésima
- Segundo Sábado de Cuaresma - Sábado de Tentaciones
- Tercer Sábado de Cuaresma - Sábado de Transfiguración
- Cuarto Sábado de Cuaresma - Sábado de Diablo Mudo
- Quinto Sábado de Cuaresma - Sábado de Pan y Peces
- Sexto Sábado de Cuaresma - Sábado de Pasión
- Domingo de Ramos

Todos los Sábados, tras la subida a la Plaza del Calvario del Imperio Romano, todos los Corporaciones Bíblicas regresan a sus cuarteles para cenar.

## Cuarteles y corporaciones bíblicas

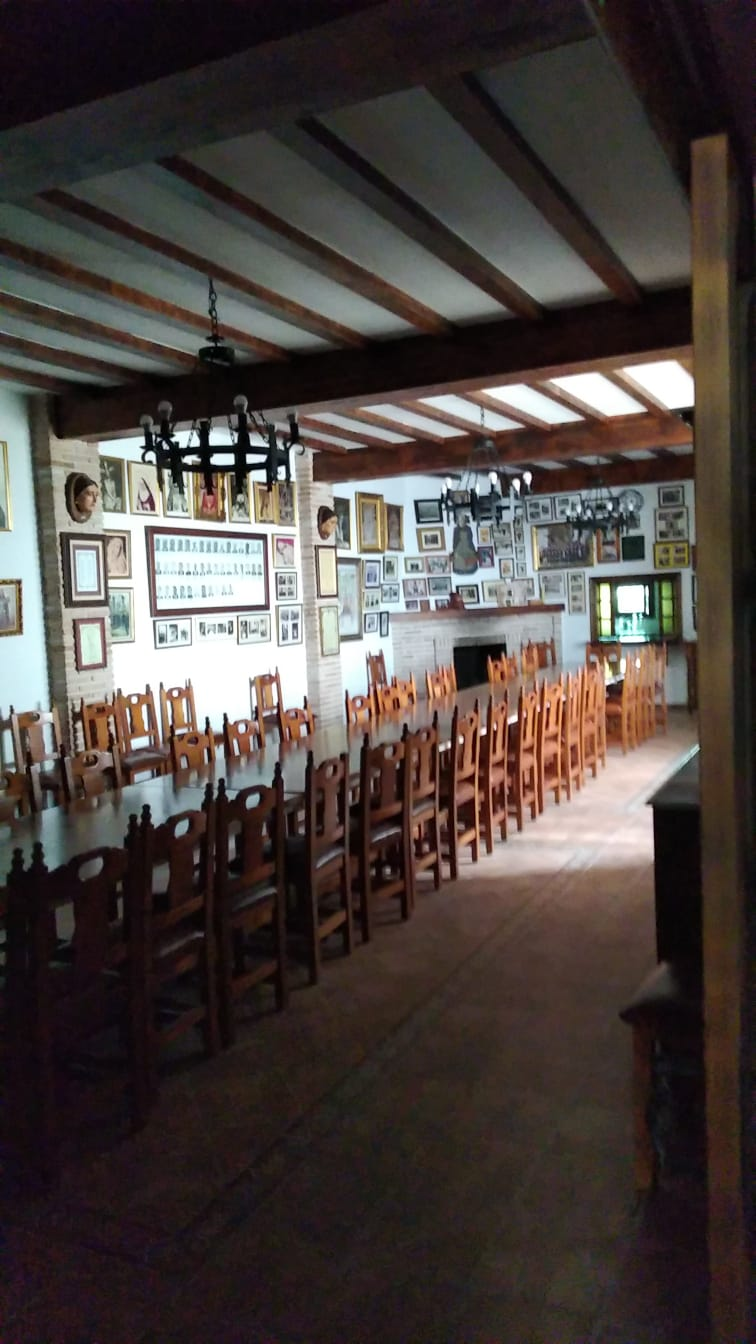
Casa cuartel de Judit y la Degollación de San Juan Bautista

Los cuarteles en Puente Genil son una parte importante de la Mananta. Se le llama "cuartel" a la casa donde los distintos hermanos de una Corporación Bíblica se reúnen para celebrar la Cuaresma y Semana Santa. Allí se realizan comidas, se cantan saetas, y se guardan las figuras. 

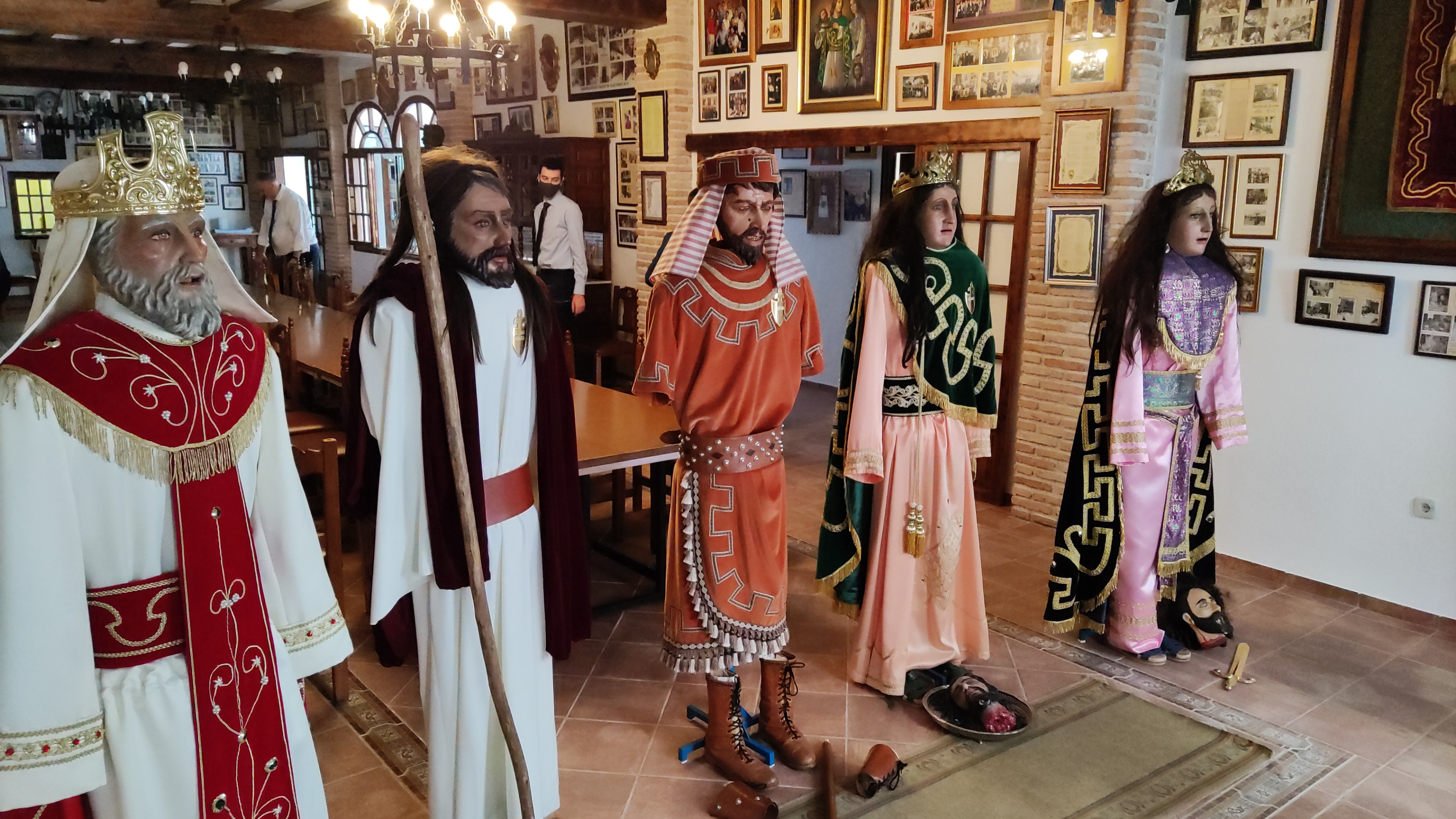
De izquierda a derecha, el Rey Herodes Antipas, San Juan Bautista, el Verdugo, Salome y Judit. Judit y la Degollación de Juan Bautista

El origen de éstas se sitúa en el siglo XVII. Las figuras es otro elemento fundamental de la Semana Santa pontana. Son representaciones de personajes de la Biblia, tanto del Antiguo Testamento como del Nuevo y también alegóricas. Se visten de figuras los distintos hermanos de las Corporaciones y desfilan delante de los "pasos" a partir del Jueves Santo. La figura consta de tres partes: el rostrillo, que viene a ser la máscara; la vestimenta, que recrea la época; y el martirio, que representa el pasaje. 
En Puente Genil podemos encontrar los siguientes cuarteles: 
Alegóricos
- Potencias del Alma
- Los Dones del Espíritu Santo
- Las Virtudes Teologales
- Las Virtudes Cardinales y Sibila de Cumas
- Las Virtudes Morales
- Paz, Conciencia y Bondad
- Las Postrimerías del Hombre "El Ancla"
- El Desprecio de Herodes

Antiguo Testamento
- El Arca de Noé
- Caín y Abel (La Lanza)
- Los libertadores y patriarcas de Israel (La Espina)
- Los Levitas
- La Destrucción de Sodoma
- La Historia de Saúl (La Sentencia de Edón)
- El Juicio de Salomón y las Tres Marías
- La Coronación de Jehú "La Bengala"
- La Reconstrucción de Jerusalén
- El Reinado de Esther
- Los Siete Hermanos Macabeos
- Reyes de Israel y Judá
- El Pentateuco - Fariseo y Publicano
- El Arca de la Alianza
- Los Fundadores de Israel (La Cruz)
- El Clan de Quehat
- Los Babilonios
- Los Pecados de David "El Cirio"
- El Reinado de Josafat "El Silencio"
- La Salvación de Jonás "La Ballena"
- La Historia de Tobías "El Pez"
- Los Defensores de Israel
- Los Profetas

Nuevo Testamento
- El Imperio Romano
- Los Evangelistas
- Las Tentaciones de Jesús
- Las Transfiguraciones de Jesús
- La Transfiguración de Jesús
- El Centurión
- La Resurrección de Lázaro

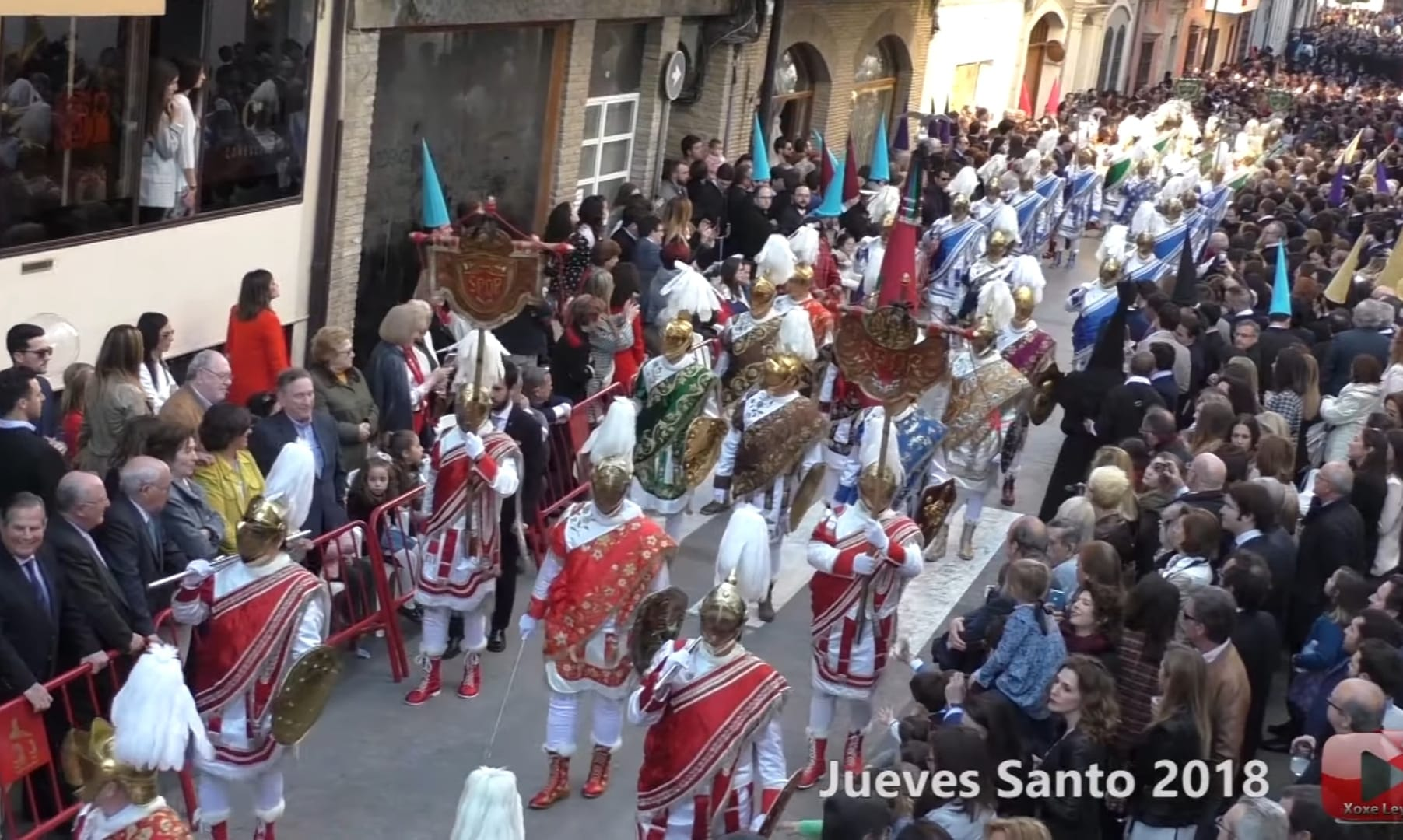
Imperio Romano

- Las Sectas Judaicas y Discípulos de Emaus
- El Pretorio Romano
- Los Testigos Falsos
- Los Judíos del Azote "Los Jetones"
- El Sudario de Cristo
- Los Siete Diáconos
- Judío Errante e Ismael
- Los ataos
- Los Apóstoles
- Las Parábolas de Jesús
- Las Profecías de Jesús (Las Negaciones de San Pedro)
- Los Milagros de Jesús
- Los Samaritanos
- Los Doctores de la Ley (La Sentencia de Jesús)
- Judit y la Degollación de San Juan Bautista
- Las Autoridades Judaicas de Jerusalén (La Judea)
- El Prendimiento de Jesús
- Los Mitigadores de Jesús (La Corona)
- Las Apariciones de Jesús
- La Conservación de Saulo (Los Martirios de Jesús)
- Las Llagas de Jesús
- Las 30 Monedas De Judas
- La Sed de Cristo

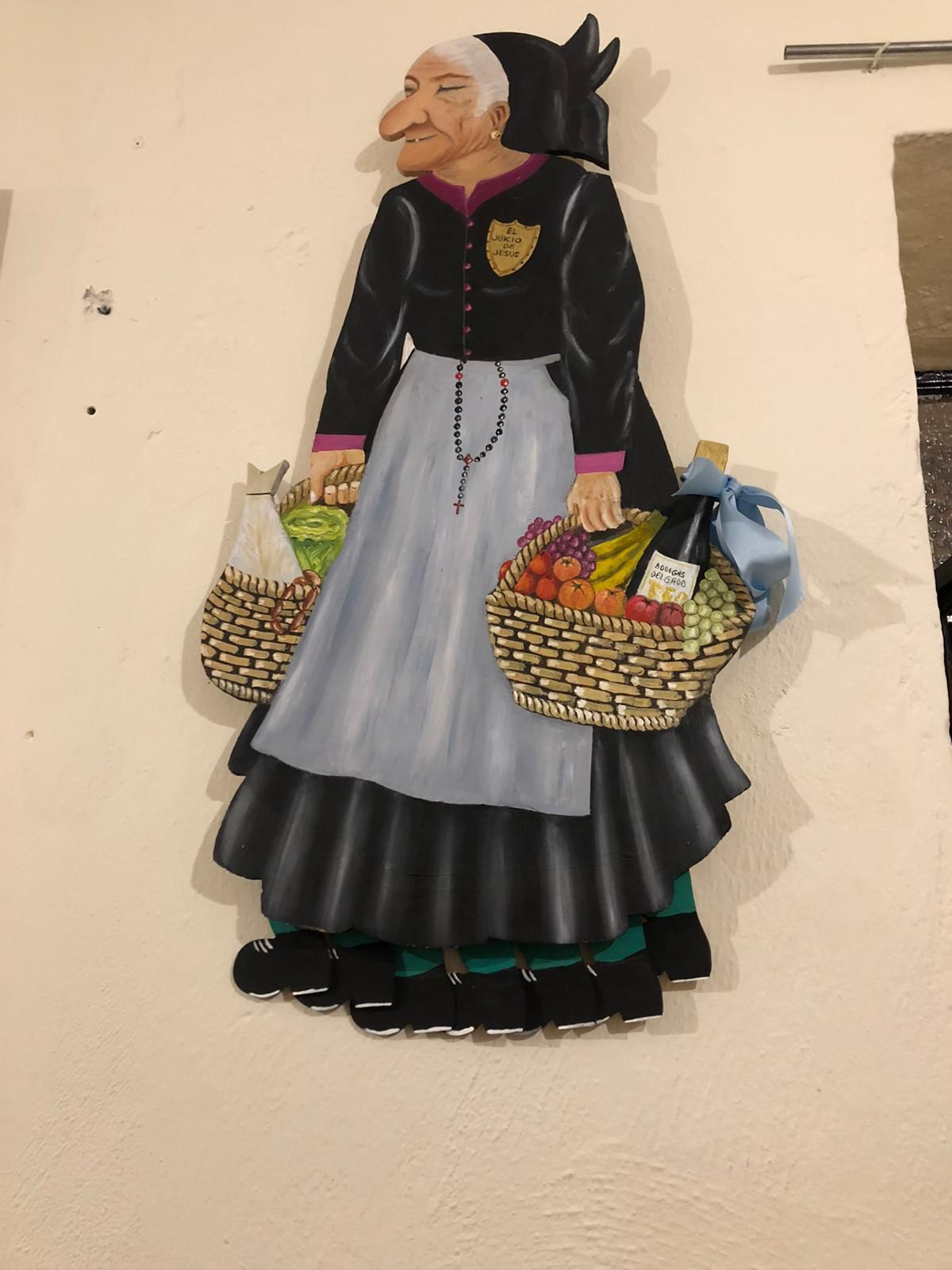
Vieja Cuaresmera

Quizás, el momento más especial de un Sábado de Romanos es cuando el presidente del cuartel se levanta para dar a uno de sus hermanos una de las patas de la Vieja Cuaresmera.

## Semana Santa

### Viernes de Dolores
- Cofradía de San Juan y Reina de los Mártires: la imagen de San Juan pertenecía a la Cofradía de Jesús Nazareno y en 1970 se separa y funda la cofradía, incorporando la imagen de la Virgen de la Cruz. En cuanto a las tallas, la de San Juan Evangelista es anónima y se realizó a finales del siglo XVII, siendo restaurada en 2009 por José Francisco Blasco Rivero. La Virgen fue bendecida en noviembre de 2021 por el Obispo de Córdoba, Monseñor Demetrio Fernández, y esobra del imaginero pontanés Jesús Gálvez. Su advocación hacer referencia a los Mártires pontanenses asesinados durante la Guerra Civil en Puente Genil a causa de su fe, recientemente beatificados. Antiguamente hubo otras dos imágenes de la Virgen con la advocación de Nuestra Señora de la Cruz. Una realizada en los años 70 por Bordas y otra realizada en 1984 por Francisco Palos Chaparro y fue restaurada por José Francisco Blasco Rivero en 2010. Esta Hermandad con sede en la Parroquia de Jesús Nazareno, salía anteriormente en la procesión del Viernes Santo y desde 2022, lo hace el Viernes de Dolores. Además tiene también como titular a una antquísima imagen de Nuestra Señora de la Piedad que actualmente se venera en la ermita de la Veracruz.

### Sábado de Pasión
- Cofradía de Nuestra Señora de la Guía: fundada en el siglo XVII y refundada en 1974. La talla es anónima. Fue restaurada en 1974 por Juan Martínez Cerillo, en 1991 por Antonio Carmona Ruiz y en 2006 por Clemente Rivas. Esta imagen la podemos encontrar en el Santuario de la Purísima Concepción y, aunque actualmente procesiona el Sábado de Pasión, anteriormente lo hacía el Domingo de Ramos. Los nazarenos de la cofradía visten con túnicas negras y cinturón azul.

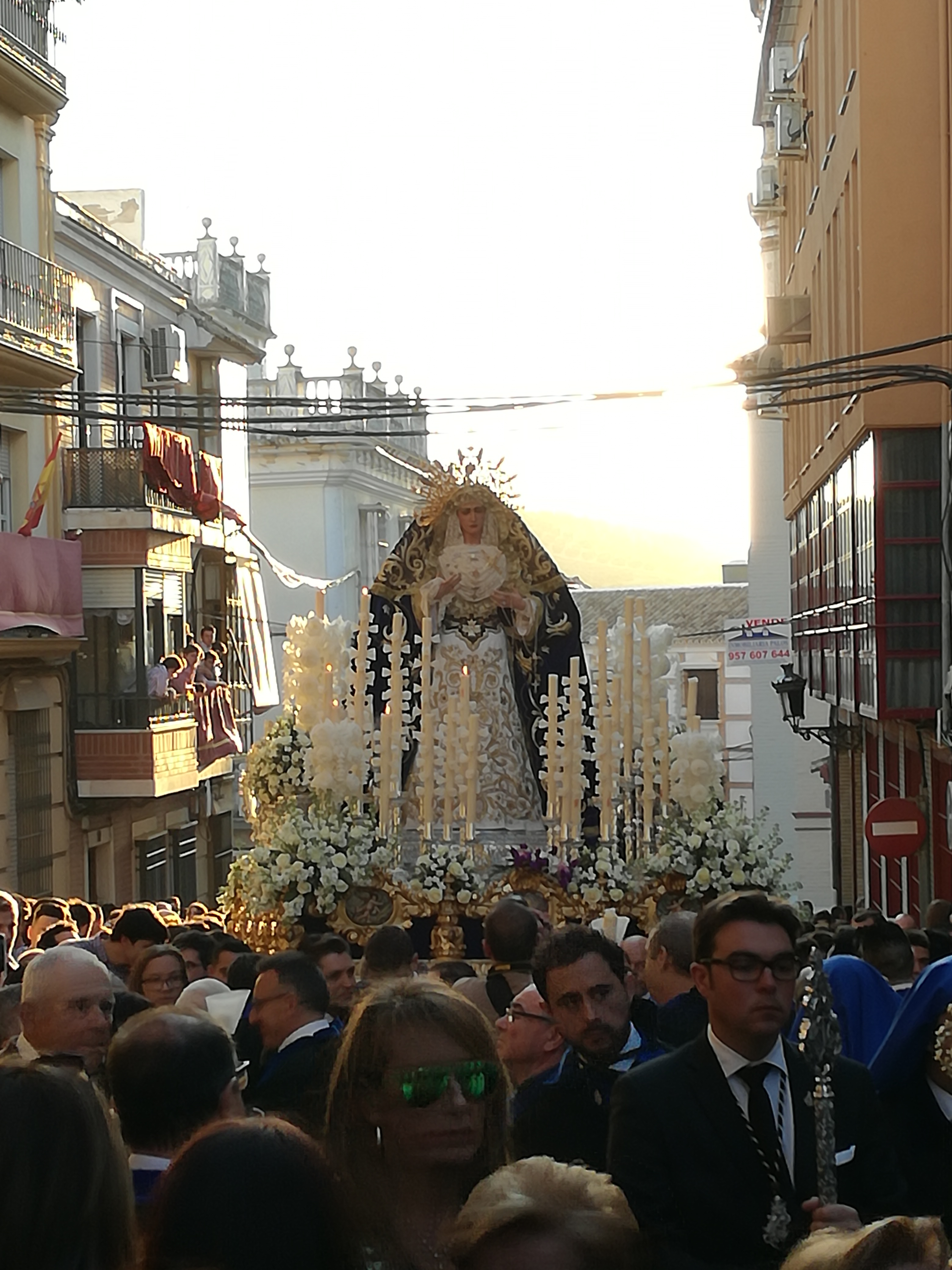
Nuestra Señora de la Guía

### Domingo de Ramos (Madrugada)
- Hermandad de las Penas: fundada en 1992 por los devotos de Nuestra Señora de los Ángeles, procesionando por primera vez en 1993. La imagen del Señor fue realizada en 1994 por Manuel Luque Bonilla, mientras que la de la Virgen se realizó con anterioridad, concretamente entre 1989 y 1991 por Francisco Berlanga de Ávila. La talla de María Magdalena fue realizada por Clemente Rivas. Estas imágenes las podemos encontrar en la Iglesia Conventual de Nuestra Señora de la Victoria. El "paso" de Cristo es portado por 35 costaleras, mientras que el de la Virgen por 30 costaleros. Sus nazarenos visten con túnica marrón, un rosario y un cordón franciscano.

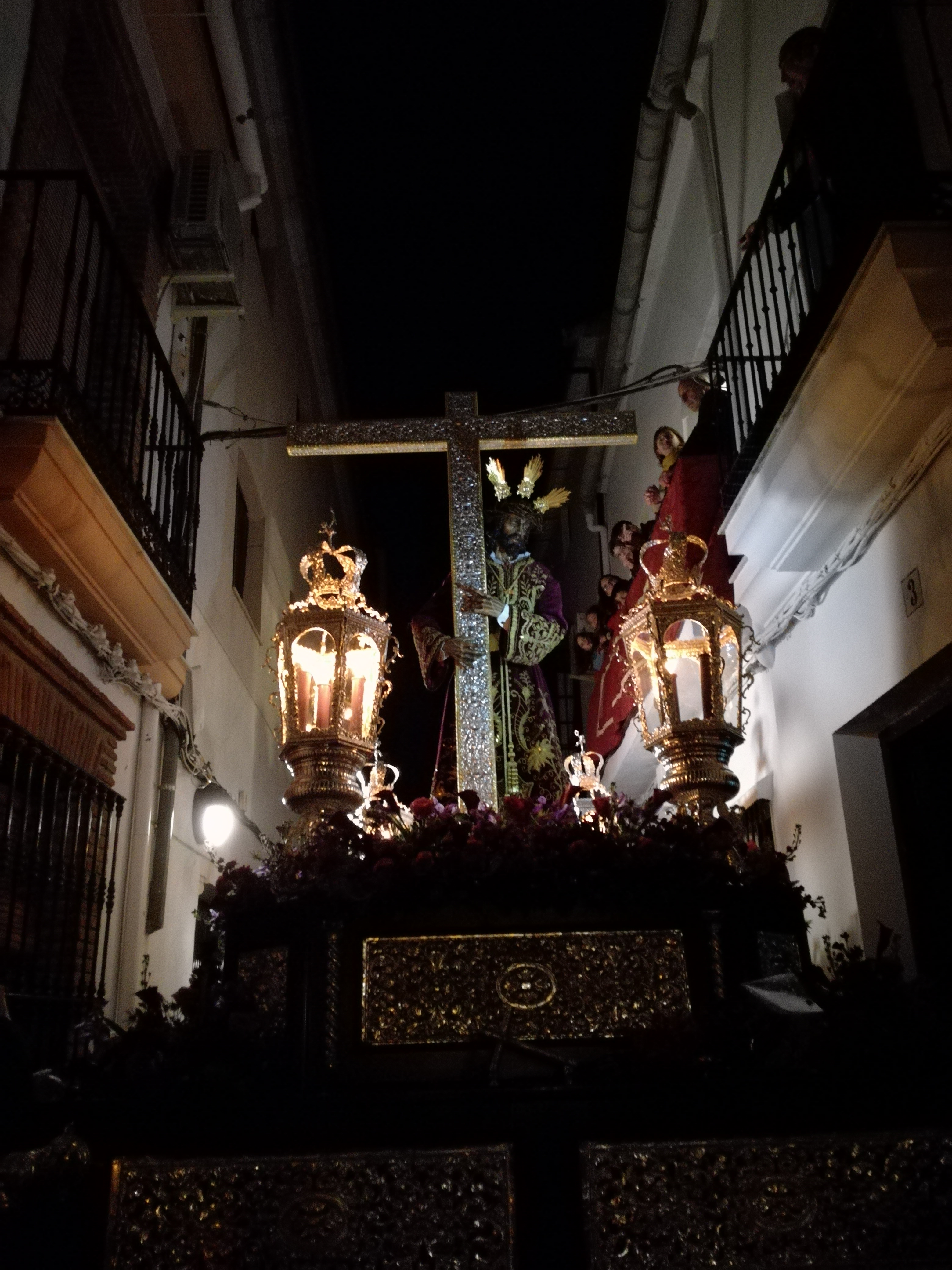
Jesús de las Penas

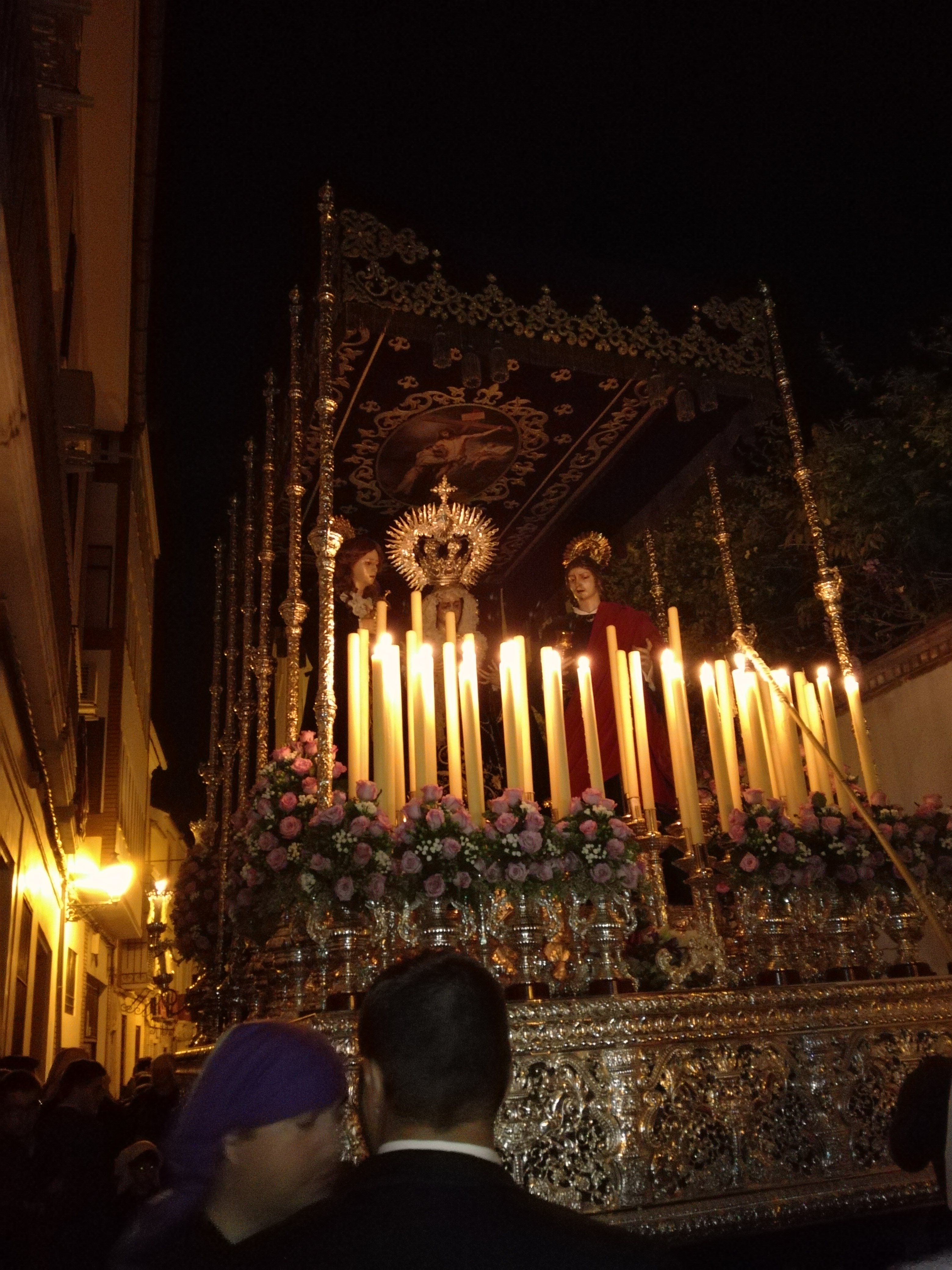
Nuestra Señora de los Ángeles

### Domingo de Ramos
- Cofradía de la "Borriquita" y María Santísima de la Estrella: fue fundada por el Colegio de los hermanos de las escuelas Cristianas, el cual no existe hoy día. La imagen de Jesús fue realizada en 1962 en los Talleres de Olot y en 1968, en el mismo taller, se realizaron las figuras secundarias del misterio. La imagen fue restaurada en el año 2000 por José Manuel Cosano Cejas. La talla de la Virgen fue realizada años después en 1983 por Francisco Palos Chaparro y restaurada en 1991 por José Manuel Cosano Cejas. Como curiosidad, el "paso" de Jesús, hasta el año 2016, procesionaba a ruedas, con un motor, pero a partir de ese año comenzó salir a costaleros. El "paso" de la Virgen procesiona a bastoneros. Ambas podemos encontrarlas en la Parroquia de San José. Los nazarenos de Jesús visten una túnica blanca, un antifaz y cinturón rojo y portan palmas; mientras que los nazarenos de la Virgen visten con túnicas blancas, pero con antifaz y cinturón azul y también portan palmas.

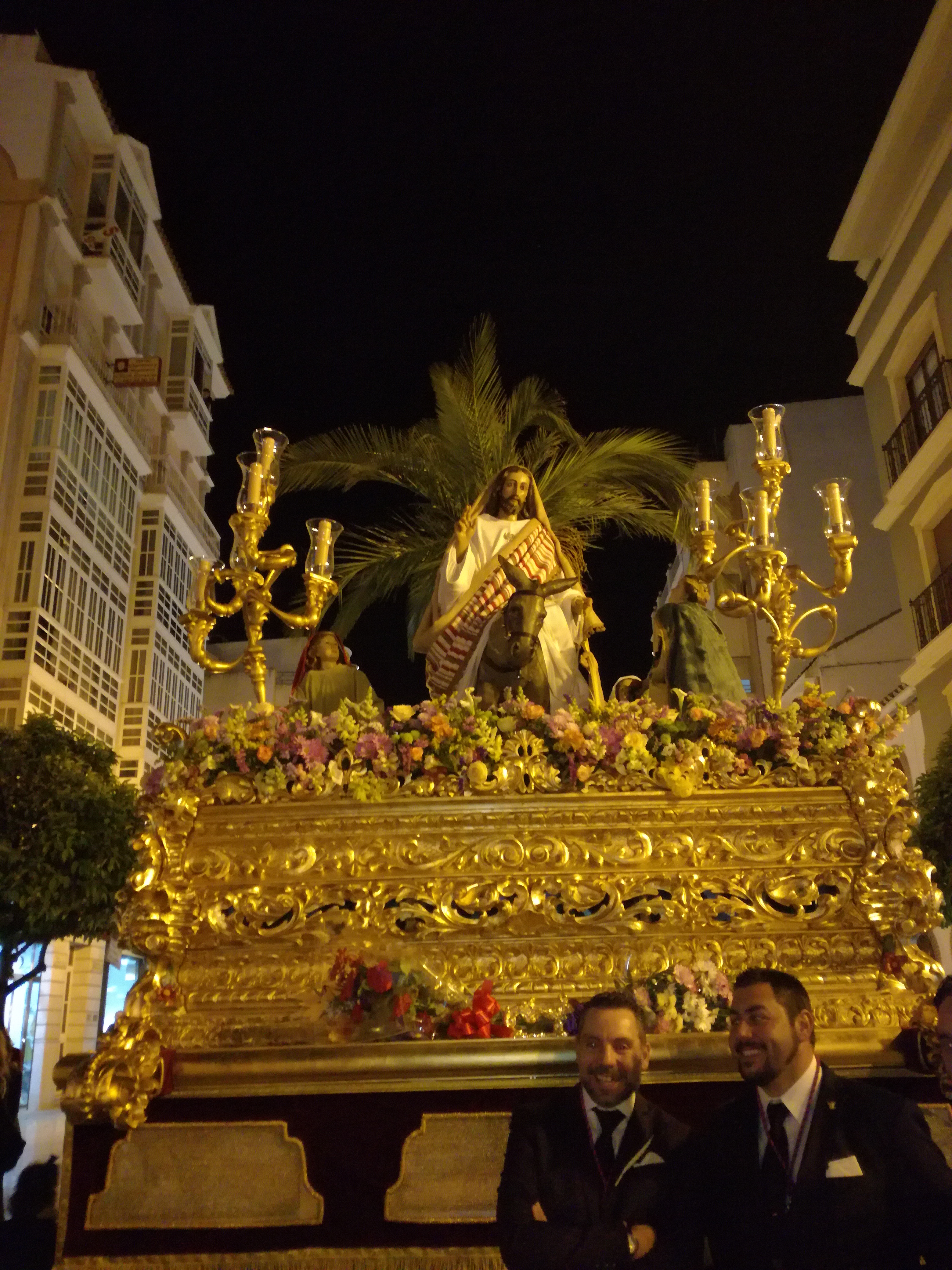
La Borriquita

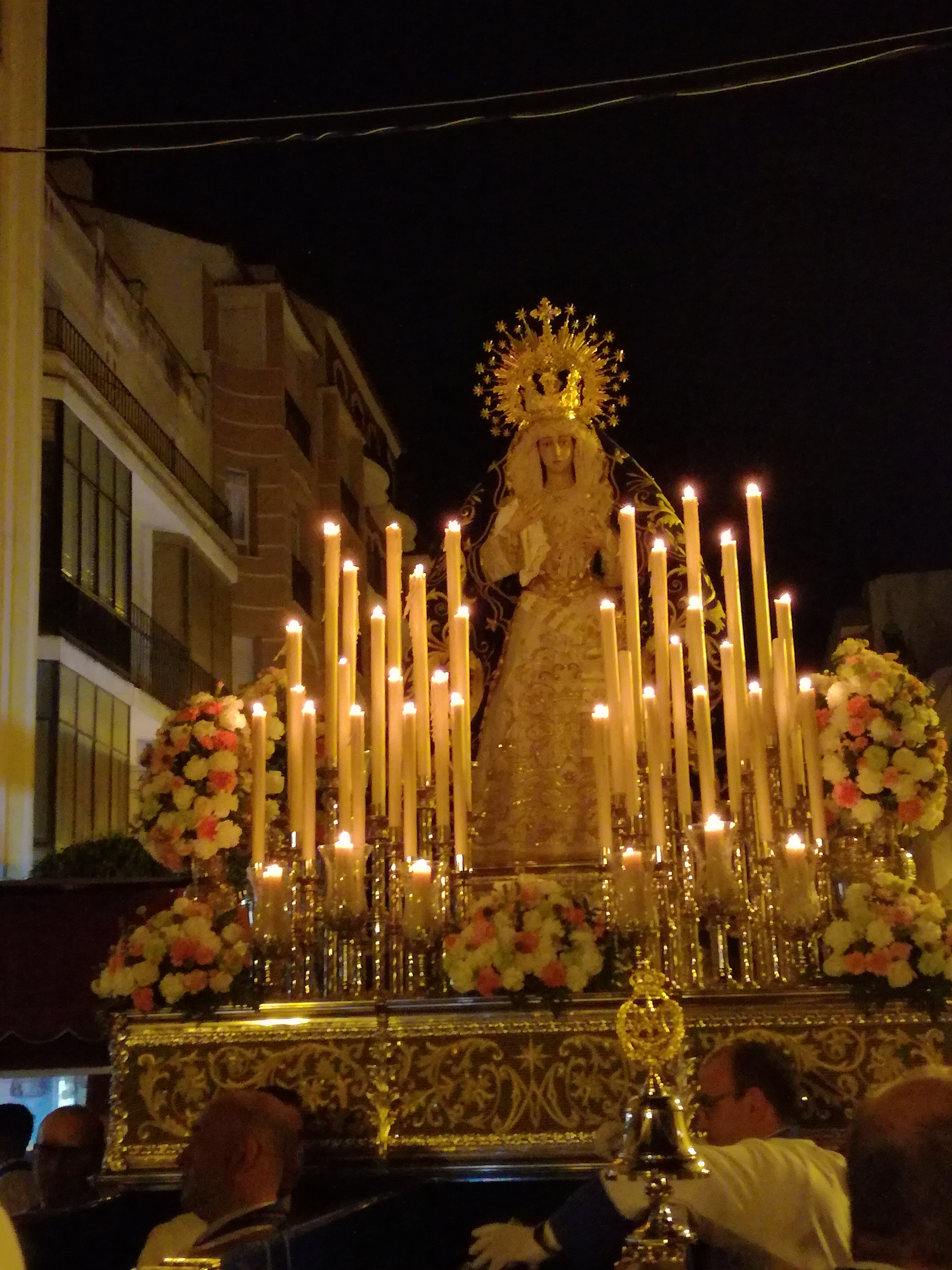
María Santísima de la Estrella

### Lunes Santo
- Antigua Hermandad y Cofradía Sacramental de la Sagrada Cena y María Santísima del Amor: gracias al poeta pontanés Miguel Romero, sabemos que hacia 1911 procesionaba el Jueves Santo la Santa Cena, la cual se perdió en 1936 tras ser quemada en la Guerra Civil teniendo en aquel entonces su sede en la Ermita de la Veracruz. La cofradía fue refundada en 1984. Ese año procesiona el "paso" de misterio por primera vez, y dos años más tarde lo hace el de la Virgen. La imagen de Jesús y de María fueron realizadas por el conocido imaginero sevillano Antonio Dubé de Luque en 1984. Los apóstoles fueron realizados muchos años antes, concretamente en 1938 por Antonio Bidón Villar, pues un principio pertenecieron al misterio de la Hermandad de la Cena de Sevilla hasta que fueron comprados en 1983. La imagen de Judas Tadeo fue restaurada en 1998 y la de Andrés entre el 2000 y 2001 por Pedro García Velasco. Los nazarenos visten con túnica blanca y antifaz granate. Mientras el misterio es portado por 54 costaleros, el "paso" de la Virgen es llevado por 30. Como curiosidad, el "paso" de la Virgen fue el primero de Puente Genil en procesionar a costaleros. Los titulares de la cofradía los podemos encontrar en la Parroquia de San José.

|              |                          |
| Sagrada Cena | María Santísima del Amor |

### Martes Santo
- Muy Antigua,Ilustre, Fervorosa y Franciscana Hermandad de Penitencia y Cofradía de Nazarenos de la Santa Cruz, Nuestro Padre Jesús de los Afligidos en su Sagrada Presentación al Pueblo y Nuestra Señora del Rosario en sus Misterios Dolorosos: Sus titulares son la Santa Cruz, Nuestro padre Jesús de los Afligidos y Nuestra Señora del Rosario. Los orígenes de la Hermandad se pueden encontrar entre los siglos XVI y XVII, ligados a la Cofradía del Dulce Nombre de Jesús. En el primer cuarto del siglo XX la Hermandad, que otrora fuese muy potente, entra en declive y casi desaparece, a no ser por algunos pocos hermanos que mantuvieron la procesión de la Santa Cruz en la noche del Viernes Santo hasta 1962. En 1982 la Hermandad se refunda y procesiona al año siguiente. En 1986 cambió su sede de la Ermita del Dulce Nombre a la Iglesia de Nuestra Señora de la Victoria y en 2020 volvió a cambiar a la Parroquia de San José. La autoría de la Santa Cruz y de los dos ángeles pasionistas que la acompañan son de mediados del siglo XVIII y su autoría se atribuye al escultor lucentino Pedro de Mena Gutiérrez. Actualmente el paso de la Santa Cruz procesiona el sábado más cercano al 14 de septiembre (Día de la Exaltación de la Santa Cruz). Esta cofradía fue la primera en otorgar derechos iguales a hombres y mujeres, con lo que en 1987 sus hermanas fueron las primeras en hacer la estación de penitencia con el hábito de nazareno de la Cofradía, no sin una importante polémica, ya que por este motivo fue sancionada por la Agrupación de Cofradías en una decisión totalmente arbitraria, con no poder salir en estación de penitencia el Viernes Santo de 1988. El misterio está compuesto por Cristo, realizado por Francisco Berlanga de Ávila entre 1987 y 1988; la autoría de la talla de Barrabás y el Centurión fueron realizadas por Pedro García Velasco entre 1999 y 2001; la de Poncio Pilatos por Antonio Bernal Redondo entre 1994 y 1995; y la de Claudia Prócula en 2009 por Luis Sergio Torres Moreno. El misterio es llevado por 45 costaleros y la Virgen por 30 costaleras. La Virgen del Rosario es obra del prestigioso imaginero y profesor sevillano Juan Manuel Miñarro (1995), su paso es portado por hermanas costaleras, Ésta fue la `primera cuadrilla de mujeres costaleras que se organizó en Puente Genil, pero no la primera en salir a la calle, ya que tuvieron que esperar seis años para poder procesionar a su Titular. Los nazarenos visten túnica marfil, antifaz negro, cíngulo franciscano y escapulario verde. Antiguamente procesionaba el Viernes Santo, actualmente lo hace el Martes Santo. El paso del Señor de los Afligidos es escoltado durante la procesión por una escuadra de romanos portando las fasces a modo de líctores perteneciente a la Corporación Bíblica El Pretorio Romano. En 1997 se funda en el seno de la Hermandad la Agrupación Musical Nuestro Padre Jesús de los Afligidos una de las destacadas grandes bandas de música de la provincia de Córdoba, que acompaña a su Titular en la estación de penitencia del Martes Santo.
- Hermandad del Calvario: los titulares son el Santísimo Cristo del Calvario y Nuestra Señora del Consuelo. Fue fundada en 1642. Entre 1929 y 1939 procesionaba el Viernes Santo por la mañana, desde 1943 hasta 1948 el Jueves Santo y actualmente el Martes Santo. La imagen de Cristo fue realizada por Sebastián de Venegas en 1642 y la de la Virgen es anónima y se cree que se realizó en el siglo XVII. Fue incorporada a la Hermandad en 1976. El "paso" de Cristo, compuesto además por Dimas, el buen Ladrón, y Gestas, el mal ladrón; es llevado por costaleros, al igual que el de la Virgen. Los nazarenos visten con túnica negra y antifaz y cinturón burdeos. Ambas imágenes las podemos encontrar en la Parroquia Matriz de nuestra Señora de la Purificación.
- Cofradía del Santísimo Cristo del Silencio: fundada en 1959. Entre 1967 y 1980 era conocido como el Cristo del Perdón. Aunque actualmente procesiona en la noche del Martes Santo, anteriormente lo hacía en la madrugada del Miércoles Santo. El antiguo Cristo provenía de los talleres de Olot, pero fue sustituido por una nueva realizada por Jesús Gálvez Palos en 2013. Es portado por 8 bastoneros. Sus nazarenos visten con túnica y antifaz negro con un cordón amarillo. La imagen la podemos encontrar en la Parroquia de Nuestra Señora del Carmen.

|                                      |                            |                               |                             |                               |
| Nuestro Padre Jesús de los Afligidos | Nuestra Señora del Rosario | Santísimo Cristo del Calvario | Nuestra Señora del Consuelo | Santísimo Cristo del Silencio |

### Miércoles Santo
- Cofradía del Lavatorio: se conoce que a principios del siglo XX ya procesionaba. El misterio fue realizado entre 1989 y 1990 por Francisco Palos Chaparro. El "paso" es portado por bastoneros. Los nazarenos visten con túnica grana y un cinturón blanco a modo de toalla. El misterio lo podemos encontrar en el Santuario de la Purísima Concepción.
- Cofradía de la Oración en el Huerto: compuesta por Nuestro Padre Jesús en la Oración del Huerto y Nuestra Señora de la Victoria. Se cree que fue fundada en torno al siglo XVIII y se refunda en 1959. La cabeza del Señor es anónima y se realizó a principios del siglo XVIII. Juan Ventura restauró la misma y la dotó de un cuerpo. El ángel fue realizado por Francisco Palos Chaparro en 1970 y restaurado por Pedro García Velasco entre 1998 y 1999. La imagen de la Virgen fue realizada por Juan Ventura en 1985 y restaurada en 2009 por Clemente Rivas. Ambos "pasos" son portados por 30 costaleros. Los nazarenos visten con túnica morada y cinturón burdeos. Ambas imágenes las podemos encontrar en el Santuario de la Purísima Concepción.
- Cofradía de la Humildad y Paciencia: fundada en el siglo XVII. La antigua imagen fue sustituida por otra de autor anónimo en 1706, siendo restaurada entre 2000 y 2001 por Carlos Herrerías Gómez. El "paso" es portado a bastoneros. Los nazarenos visten con túnica grana y un cíngulo amarillo. La imagen la podemos encontrar en el exconvento de la Asunción.
- Cofradía de la Amargura: fundada en 1944. La antigua imagen es ahora la actual Virgen de la Guía. La imagen, realizada en 1941, es atribuida a Illanes Rodríguez, sin embargo, otros la atribuyen a José Rivera García. El paso es portado a bastoneros. Su nazarenos visten túnica color grana y antifaz y cinturón blanco. La imagen la podemos encontrar en el exconvento de la Asunción.

|                                                 |                                              |                               |                                                |                               |
| Nuestro Padre Jesús en el Lavatorio de los pies | Nuestro Padre Jesús en la Oración del Huerto | Nuestra Señora de la Victoria | Nuestro Padre Jesús de la Humildad y Paciencia | Nuestra Señora de la Amargura |

### Jueves Santo
- Cofradía de Jesús Preso: en un principio perteneció a la cofradía matriz de la Vera Cruz, que estuvo compuesta por las hermandades de la Santa Cruz, Santa Cena, Jesús Preso, Jesús Amarrado a la Columna y una Dolorosa. La actual imagen de Jesús fue elaborada por el gaditano José L. Pires Gutiérrez en 1946 y sustituyó a una anterior realizada en 1942 por José Navas-Parejo que no gustó y a la antiquísima destruida en 1936, durante los primeros días de la Guerra Civil. El romano y el sayón que completan el Misterio fueron realizados en 1930 por el escultor valenciano Enrique Bellido Miquel y restaurados por Antonio Muñoz Montaño en 1942 y por las restauradoras María Gómez Ortega y Toñi González Wals en 1992. El paso es portado a bastoneros. Los nazarenos visten con túnica de color grana y un cíngulo amarillo. La imagen la podeos encontrar en la ermita de la Veracruz.
- Cofradía de la Columna: compuesta por Nuestro Padre Jesús Amarrado a la Columna y Nuestra Señora de la Veracruz. Se conoce la cofradía desde la segunda mitad del siglo XVI con el nombre de "Cofradía del Santísimo Cristo de la Sangre". La antigua imagen, adquirida en 1635, obra de Pedro Freila de Guevara, fue destruida en 1936, pero en años antes, en 1908, se había cambiado por la actual. La imagen de Jesús es obra de Bellido Hermanos en 1908 y en 1994 fue restaurada por Miguel Arjona Navarro. La imagen de la Virgen se realizó en el siglo XVII y se desconoce el autor. Mientras el "paso" de Cristo procesiona a motor, el de la Virgen lo hace a bastoneros. Los nazarenos visten con túnica blanca y cíngulo morado. Podemos encontrar las imágenes en la Ermita de la Veracruz.
- Cofradía de María Santísima de la Esperanza: fundada en 1941. La imagen fue realizada por Amadeo Ruiz Olmos en 1941 y restaurada en el 2000 por Sergio Torres Romero. El "paso" es portado por bastoneros. Los nazarenos visten con túnicas verdes y antifaz y cinturones blancos. Como curiosidad, es la única cofradía de Puente Genil donde las mujeres visten con las conocidas mantillas. Actualmente podemos encontrar la imagen en la Ermita de la Veracruz.

|                           |                               |                                           |                                 |  |
| Nuestro Padre Jesús Preso | Nuestra Señora de la Veracruz | Nuestro Padre Jesús Amarrado a la Columna | María Santísima de la Esperanza |  |

### Viernes Santo (Mañana)
- Cofradía de Jesús Nazareno: fundada con anterioridad a 1583, nacida originariamnente como Cofradía de San Cristóbal y Ntra. Sra. de la Guía, a la que posteriormente se le añadiría la imagen de Jesús Nazareno. En 1840 el Papa Gregorio XVI le concedió mediante bula el título de pontificia, agregándola a la Archicofradía de Jesús Nazareno de Roma con sede en la basílica de Santa Cruz en Jerusalén (vulgo Santa Elena). Es la imagen más venerada de Puente Genil, tanto, que ostenta los títulos de Patrón y Alcalde Perpetuo de la ciudad. También es conocido como el "El Terrible", pero no de forma despectiva. La imagen fue realizada en 1622, pero se desconoce el autor, habiendo sido atribuida tanto a la escuela granadina como al escultor Pedro Freila de Guevara. Fue restaurada por Sebastián Santos en 1952, en 1979 por Peláez del Espino y entre 1994 y 1995 y en 2012 por los hermanos Cruz Solís.
- Cofradía de la Misericordia y María Santísima del Mayor Dolor: fundada en el siglo XX en el Convento de la Victoria. El misterio está compuesto por Cristo Crucificado, María, María Magdalena, San Juan y un Centurión romano. Todo el conjunto fue realizado por Palos Chaparro, realizándose Cristo en 1986. Este misterio procesiona a motor. Como curiosidad, este Crucificado tienen una gran parecido con el Santísimo Cristo de la Expiración de la Hermandad del Cachorro de Sevilla. Los nazarenos visten túnica blanca y antifaz y cinturón azul. Actualmente podemos encontrar la imagen en la Parroquia de Nuestro Padre Jesús Nazareno.

- Cofradía de los Dolores: Formaba parte de la cofradía de Jesús Nazareno y siguió, ya independiente, vinculada a ella hasta el siglo XIX. La imagen de la Virgen es obra anónima del siglo XIX y fue restaurada profundamente por Dubé de Luque en 1986. El "paso" actualmente procesiona a ruedas. Sus nazarenos visten túnica azul y un cinturón burdeos. Actualmente podemos encontrar la imagen en la Parroquia de Nuestro Padre Jesús Nazareno.

|                              |                                                                       |                                                  |                                |
| Nuestro Padre Jesús Nazareno | Santísimo Cristo de la Misericordia y María Santísima del Mayor Dolor | Nuestra Señora de la Cruz y San Juan Evangelista | María Santísima de los Dolores |

### Viernes Santo (Tarde)
- Cofradía de la Buena Muerte: fundada en 1976. La talla fue realizada en 1981 por Juan Martínez. El "paso" es portado por bastoneros. Los nazarenos visten con túnica negra y cinturón naranja. Podemos encontrar la talla en la Parroquia de Santiago el Mayor.
- Hermandad de Las Angustias: Se desconoce la fecha de su fundación, pero se sabe que en 1697 ya procesionaba. El misterio está compuesto por Jesús descendido, María, María Magdalena y San Juan. Fue realizado por 1926 en los talleres Bellido de Valencia y sustituyó al anterior grupo escultórico, el cual se quemó en 1925. La Virgen fue restaurada en 1984 por Arquillo Torres y Antonio Criado de Dios restauró el resto del grupo en 1987. El "paso" procesiona a bastoneros. Los nazarenos visten con túnica roja y cinturón azul. Podemos encontrar el grupo escultórico en la Parroquia de Nuestra Señora de la Purificación.
- Cofradía de San Juan: se desconoce la fecha de su fundación, pero se sabe que ya procesionaba en 1697. Hubo una imagen anterior de San Juan, realizada por Antonio de Rivera a finales del siglo XVII o comienzos del XVIII, pero fue sustituida por la actual en 1859, realizada por Juan de la Torre Morales. El "paso" es portados a bastoneros. Sus nazarenos visten túnica verdes con antifaz y cinturón grana. Podemos encontrar la talla en la Ermita del Dulce Nombre.
- Cofradía de la Soledad: se conoce la fecha de su fundación, pero en 1956 se constituyó como Cofradía. La imagen es anónima, pero se realizó en el siglo XIX. En 1988 fue restaurada por Dubé de Luque en 1988, por Clemente Rivas en 2005 y 2020 por el IAPH (Instituto Andaluz del Patrimonio Histórico). El "paso" es portado por bastoneros. Los nazarenos visten túnica negra y cinturón blanco. Actualmente podemos encontrar la imagen en la Ermita del Dulce Nombre.

|                                     |                      |                                 |                               |
| Santísimo Cristo de la Buena Muerte | San Juan Evangelista | María Santísima de las Angusias | María Santísima de la Soledad |

### Sábado Santo
- Cofradía del Santo Sepulcro: se fundó en la Cofradía del Dulce Nombre a la que se le incorpora la imagen en 1622 y en 1962 la de la Virgen. Anteriormente procesionaba el Viernes Santo hasta 1960. La imagen de Cristo es de autor anónimo. Se restauró en 1888 en talleres Domingo Espelta de Barcelona, en 1936 por Antonio Muñoz Montaño, en 1978 por Domingo Bordas Esojo y en 1995 por José Manuel Cosano Cejas. La talla de la Virgen se realizó en 1962 por Manuel Pineda Calderón. Ambos pasos procesionan a motor. Los nazarenos visten túnica negra y fajín de esparto. Ambas imágenes las podemos encontrar en la Parroquia de Nuestra Señora de la Purificación.

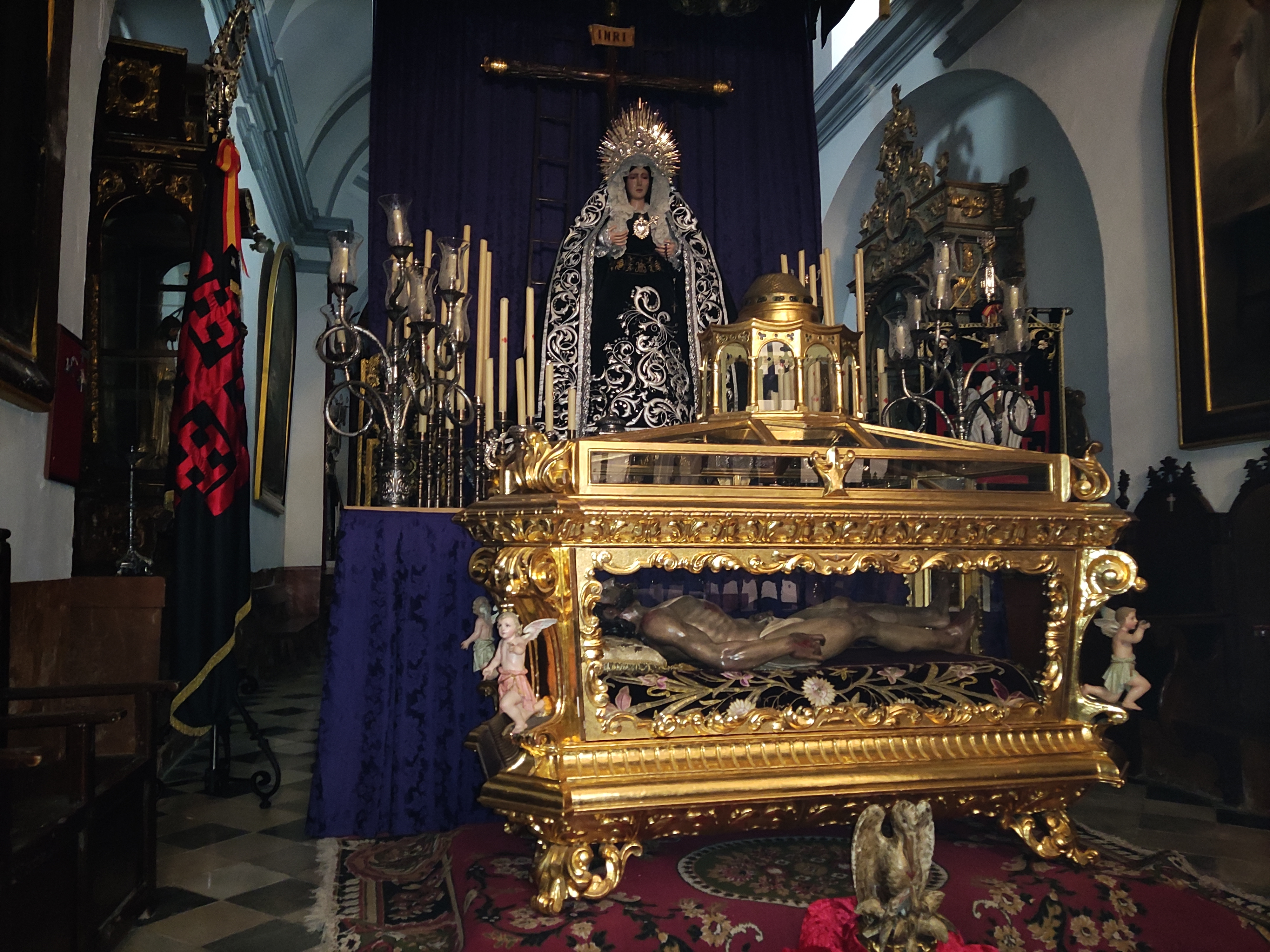
Santo Sepulcro y Nuestra Señora de las Lágrimas

### Domingo de Resurrección
- Cofradía de Jesús Resucitado: compuesta por Nuestro Padre Jesús Resucitado y María Santísima de la Alegría. Fue fundada en la década de los 60 en la Parroquia del Carmen. La imagen de Jesús fue realizada por Alonso de Mena y Escalante en 1636 y fue restaurada varias veces, la última por Miguel Arjona Navarro en 1985. Sergio Torres fue el encargado de realizar la imagen en 2017. Jesús es portado a bastoneros y María a costaleros y costaleras. Las imágenes las podemos encontrar en la Parroquia del Carmen. Los nazarenos visten con túnica blanca con antifaz y cinturón rojo.

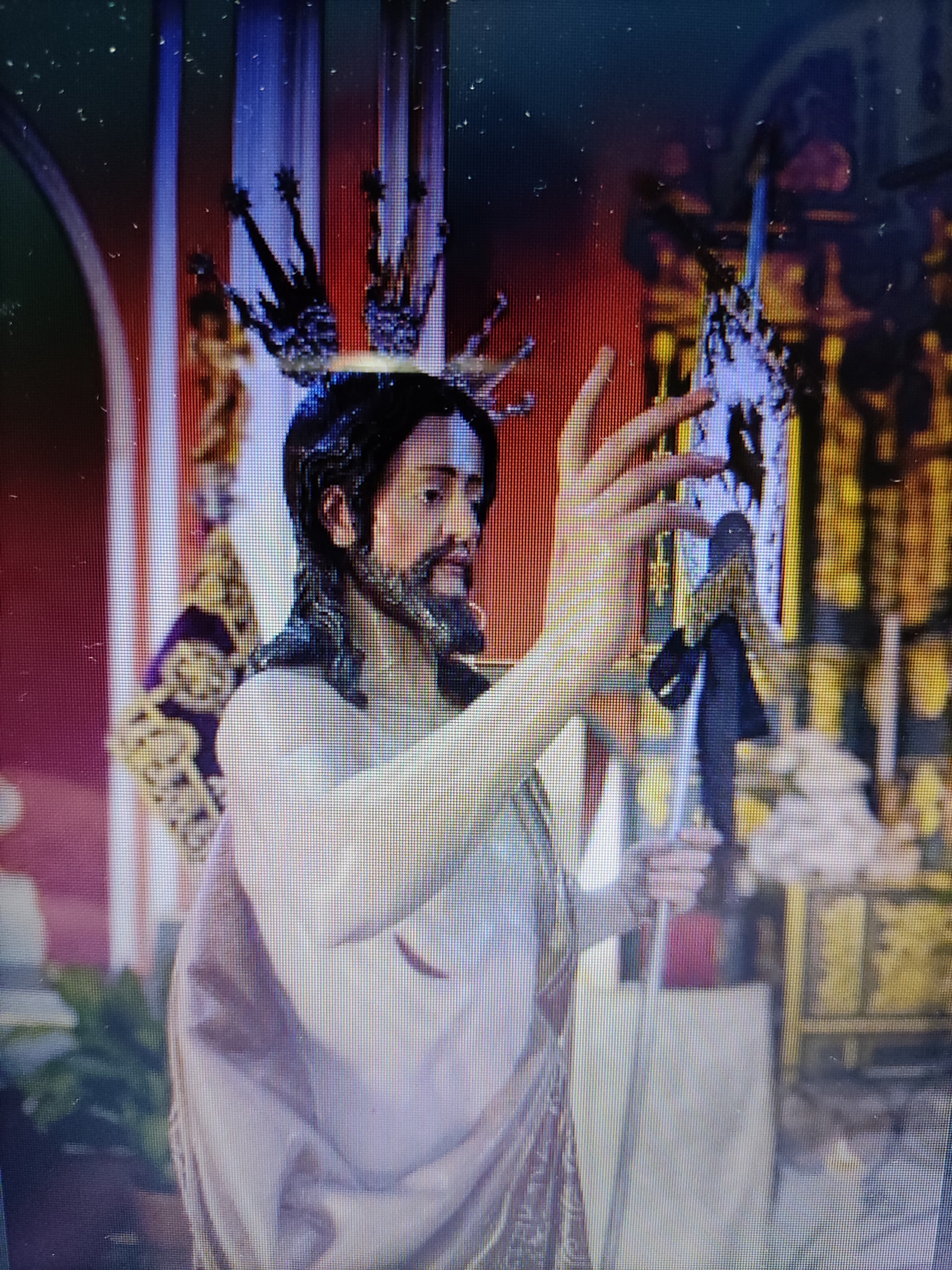
Nuestro Padre Jesús Resucitado

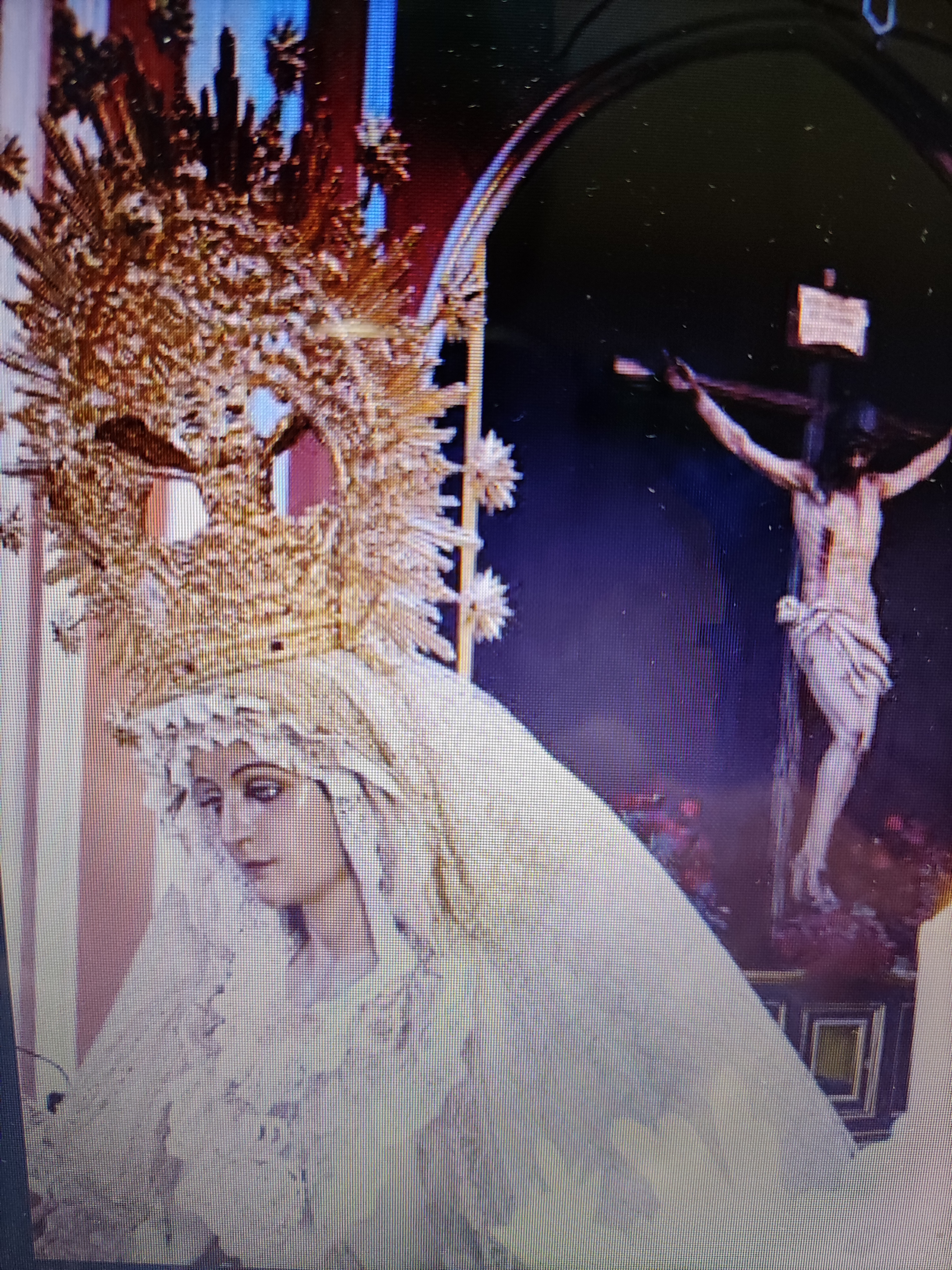
María Santísima de la Alegría